# Emma-O
Emma-Ô (jp. 閻魔王), (chin.: Yanluo, 閻羅) es una deidad de la mitología budista que, además de ser el que juzga el karma de los difuntos, es protector del Dharma del Buda.
Emma-Ô, en su origen, era parte de los Diez Reyes de los Difuntos (jp. 十王) o Jizô. Este concepto de diez reyes del mundo inferior, provenía del Taoísmo, y fue introducido en Japón, desde China, durante el período Heian (794-1185 d. C.), floreciendo su culto durante el siguiente período Kamakura.
Para entender el trabajo de estos diez reyes protectores del Budismo, tendríamos que ver un poco de cerca las Seis Esferas o Mundos de la Existencia Condicionada.
Para los budistas, todos los seres nacen en seis esferas o estados de la existencia, que constituye el ciclo de la vida y la muerte, donde están atrapados naciendo, muriendo y renaciendo una y otra vez por incontables eones, hasta que puedan desapegarse del deseo y alcanzar la iluminación. Mientras ese instante no sea una realidad, todos los seres que moran en las seis esferas de la existencia, al morir renacen en esferas más cercanas a la iluminación, o más alejadas de ella, dependiendo de su karma, que son impresiones de los actos que conllevan a la iluminación o que alejan de ella. Los reinos o esferas de la existencia más bajos o alejados de la iluminación son llamados los Tres Caminos que conducen al Error, y los más elevados o que se acercan al ideal de la Iluminación, son llamados los Tres Caminos que conducen al Verdadero Dharma.
Estas seis esferas son:
1. Jigoku-dô (地獄道) o Camino de los Seres Demoníacos. Caracterizado por la tortura y la agresión.
2. Gaki-dô (餓鬼道) o Camino de los Espectros Hambrientos. Seres con gran ansia y hambre.
3. Shikushô-dô (畜生道) o Camino de los Animales. Reino animal y de los seres orgánicos,
4. Ashura-dô (阿修羅道) o Camino de las Semi-deidades. Como los seres humanos, son mitad buenos, mitad malvados. Están en constante guerra.
5. Nin-dô (人道) o Camino de los Seres Humanos. La iluminación es posible para ellos, pero están consumidos por sus deseos.
6. Ten-dô (天道) o Camino de las Deidades Celestiales. Muchos de estos seres viven en el bienestar, el deleite y el esplendor, pero siendo una esfera de existencia condicionada, pertenecen también al reino del sufrimiento: sus poderes y posibilidades les ciegan al sufrimiento y les llenan de orgullo hasta que envejece y muere para renacer nuevamente. Como su placer es mayor, así también lo es su miseria.

Ahora bien, según las enseñanzas, todo ser que tenga muy buen karma, va a la esfera de las Deidades Celestiales y el que tenga un karma evidentemente negativo irán a parar a la Esfera de existencia de los Seres Demoníacos. Pero, aquellos cuyo karma resulta confuso, después de su muerte deben pasar por sucesivos juicios dirigidos por los Diez Reyes, en los que sus actos mientras vivían son determinados y clasificados. El Bodhisattva Jizo (sk. Bodhisattva Ksitigarbha) defiende a todos los procesados delante de los Diez Reyes y trabaja para mitigar su karma y hacerlo más favorable.
Los nombres de estos Diez Reyes y las fechas en las que realizan los juicios son los siguientes:
1. Jinkô-Ô (jp. 秦広王) realiza el primer juicio a los 7 días después del funeral.
2. Shokô-Ô (jp. 初江王) realiza el segundo juicio a los 14 días.
3. Sôtei-Ô (jp. 宋帝王) a los 21 días.
4. Gokan-Ô (jp. 五官王) a los 28 días.
5. Emma-Ô (jp. 閻魔王) a los 35 días.
6. Henjô-Ô (jp. 変成王) a los 42 días.
7. Taizan-Ô (jp. 泰山王) a los 49 días.
8. Byôdô-Ô (jp. 平等王) a los 100 días.
9. Toshi-Ô (jp. 都市王) al año.
10. Gotôtenrin-Ô (jp. 五道転輪王) a los dos años.

Asistiendo a los Diez Reyes están los Koshôjin (jp. 倶生神), dos deidades que llevan un completo historial de nuestras vidas: la deidad Shimei-ten (jp. 同名天) lleva el historial de nuestros buenos actos, mientras que la deidad Shisei-ten (jp. 同生天) lo hace de nuestros errores. Sus anales kármicos son presentados a Emma-Ô para el quinto juicio.
Emma-Ô es considerado el Rey de los Diez Reyes, el más grande, y está equiparado con la Deidad hindú Yamarâjâ.